# Pitcairnia ellenbergii
Pitcairnia ellenbergii är en gräsväxtart som beskrevs av Lyman Bradford Smith. Pitcairnia ellenbergii ingår i släktet Pitcairnia och familjen Bromeliaceae. Inga underarter finns listade i Catalogue of Life.